# Ostior
Ostior (ros. Остёр; biał. Асцёр, Ascior) – rzeka w zachodniej Rosji (obwód smoleński) i we wschodniej Białorusi (obwód mohylewski), lewy dopływ Soży w zlewisku Morza Czarnego. Długość – 274 km, powierzchnia zlewni – 3370 km², średni przepływ u ujścia – 21,6 m³/s, nachylenie – 0,31‰.
Źródła w południowo-zachodniej części Wyżyny Smoleńskiej koło miasta Rosław. Płynie na zachód przez Równinę Orszańsko-Mohylewską i uchodzi do Soży przed białoruskim miasteczkiem Krzyczew. Przez kilka km przed ujściem rzeka graniczna między Rosją a Białorusią. Koryto szerokości do 30 m, brzegi strome, niekiedy urwiste. Dolina niewyraźna, szerokości 1,5-2 km.